# José Monteiro Soares Filho
José Monteiro Soares Filho (Vassouras, 21 de agosto de 1894 — Vassouras, 24 de maio de 1952) foi advogado, jornalista e político brasileiro. Foi político eminente durante a Era Vargas. Como deputado federal pelo Rio de Janeiro, quando faleceu, era o líder da União Democrática Nacional na Câmara dos Deputados.

## Biografia
Era filho dos lavradores José Monteiro Soares e Francisca de Oliveira Soares. Fez o curso de humanidades no Colégio Diocesano de São José, do Rio de Janeiro, então distrito federal. Matriculou-se na Faculdade de Ciências Jurídicas e Sociais da mesma cidade, na qual bacharelou-se em 1916.
Ainda estudante, em 1914, tomou parte na campanha política de Nilo Peçanha ao governo do estado do Rio. Fundou, então, no meio acadêmico, o Centro Fluminense e percorreu o estado organizando caravanas. Nesse período também deu início à sua atividade jornalística, fundando os jornais Correio de Vassouras e A Voz da Barra, além de dirigir O Estado do Rio e O Vassourense.
Em 1915 elegeu-se deputado estadual pelo Partido Republicano. Durante este mandato, foi membro da Comissão de Constituição e Justiça da Assembleia. Reeleito na legislatura seguinte, participou das reformas da Constituição Estadual de 1917 e 1920, nos governos de Nilo Peçanha (1914-1918) e de Raul Veiga (1918-1921). Foi o principal autor da Lei Orgânica das Municipalidades e foi membro da comissão elaboradora do Código Judiciário do estado do Rio. Deixou a Assembleia em 1921, dedicando-se à advocacia.
Retomou a atividade política em 1929], elegendo-se vereador à Câmara Municipal de Vassouras, e exerceu o cargo até outubro de 1930, quando foi destituído pelo golpe de estado que depôs o presidente Washington Luís. Em 1932 integrou o Conselho Consultivo de Vassouras e, no pleito de maio de 1933, elegeu-se deputado pelo Rio de Janeiro à Assembleia Nacional Constituinte, na legenda do Partido Popular Radical (PPR), que reorganizou o antigo Partido Republicano Fluminense. Assumindo o cargo em novembro desse ano, participou dos trabalhos constituintes e apresentou emenda ao capítulo da Justiça Eleitoral que foi incorporada à Constituição. Após a promulgação da nova Carta, em 16 de julho de 1934, e a eleição do presidente da República no dia seguinte, teve o mandato prorrogado até maio de 1935. Eleito o almirante Protógenes Guimarães governador do Rio de Janeiro, escolheu-o para ser Secretário de Estado do Interior e da Justiça. Em outubro de 1935, reelegeu-se deputado federal pelo estado do Rio de Janeiro, exercendo o mandato até novembro de 1937, quando o Congresso foi fechado com o advento do Estado Novo. Voltou a dedicar-se novamente à advocacia e também ao magistério.
Em 1945 foi militante no movimento que determinou a restauração da democracia no Brasil e, no pleito de dezembro desse ano, elegeu-se mais uma vez deputado pelo Rio de Janeiro à Assembleia Nacional Constituinte, na legenda da União Democrática Nacional (UDN), de cuja comissão executiva foi membro. Assumindo a cadeira em março de 1946, participou dos trabalhos constituintes, e com a promulgação da nova Constituição, em 18 de setembro de 1946, passou a exercer o mandato ordinário. Nessa legislatura foi membro da Comissão Permanente de Constituição e Justiça e vice-presidente da Comissão de Inquérito sobre Arrecadação e Aplicação das Rendas dos Institutos de Previdência. Reeleito deputado federal pela UDN fluminense, em outubro de 1950, foi líder da UDN, a partir de março de 1952, e da minoria a partir de maio.
Faleceu em pleno exercício do mandato, aos 57 anos, de problemas cardíacos. Já em 1945, sofreu um enfarto num comício em Vassouras durante sua campanha política. Desde então, sua saúde jamais se recuperou. Seu corpo foi velado no Palácio Monroe, sede da Câmara dos Deputados, e sepultado no Cemitério São João Batista, em Botafogo. Assumiu sua vaga o suplente Raimundo Padilha.
Foi fundador da Sociedade Amigos de Alberto Torres.
Foi casado com Itália Ciribelli Soares, que, em 1936, foi a primeira mulher a ser eleita vereadora em Vassouras. Deixou descendência.